# Ван Хелден, Ханс
Ханс ван Хелден (нидерл. Hans van Helden; род. 27 апреля 1948, Алмкерк, Северный Брабант) — нидерландский конькобежец, позднее выступавший за Францию, бронзовый призёр Олимпийских игр 1976 года на дистанциях 1500, 5000 и 10 000 метров, бронзовый призёр чемпионата мира 1976 года, серебряный и бронзовый призёр чемпионатов Европы 1973 и 1974 годов, двукратный чемпион Нидерландов в многоборье (1976, 1977), мировой рекордсмен.

## Биография
Ханс ван Хелден, несмотря на три бронзы на Олимпиаде-1976, был не совсем доволен своим выступлением, сетуя на неудачный жребий и плохие погодные условия. Он не смог отобраться на Олимпиаду-1980. После женитьбы на французской конькобежке Marie-France Vives он получил гражданство Франции в декабре 1981 года и выступал на следующих двух Олимпиадах уже под флагом Франции. Олимпийские игры 1992 года проходили во Франции и Ханс ван Хелден попытался отобраться на них в возрасте 43 лет, но не закончил этот отбор.

## Спортивные достижения
| Год  | Чемпионат Нидерландов (многоборье) | Чемпионат Европы | Олимпийские игры                                        | ЧМ многоборье | ЧМ спринт |
| ---- | ---------------------------------- | ---------------- | ------------------------------------------------------- | ------------- | --------- |
| 1973 | 3                                  | 2                |                                                         | 7e            | 16e       |
| 1974 | 4e                                 | 3                | 5e                                                      | 8e            |           |
| 1975 | -                                  | -                | -                                                       | -             |           |
| 1976 | 1                                  | 5e               | 19e 500 м · 5e 1000 м · 1500 м · 5000 м · 10 000 м      | 3             | 4e        |
| 1977 | 1                                  | 5e               |                                                         | 7e            |           |
| 1978 | 12e                                | 12e              | -                                                       |               |           |
| 1979 | 4e                                 | -                | -                                                       |               |           |
| 1980 | 4e                                 | 13e              | -                                                       |               |           |
| 1981 | 7e                                 | -                | -                                                       |               |           |
| 1982 |                                    | 15e              | 15e                                                     |               |           |
| 1983 |                                    | NC17             | 14e                                                     |               |           |
| 1984 |                                    | 6e               | 24e 500 м 18e 1000 м 4e 1500 м 11e 5000 м 25e 10.000 м  | 10e           |           |
| 1985 |                                    | NC26             |                                                         | NC27          |           |
| 1986 |                                    | 14e              | 14e                                                     |               |           |
| 1987 |                                    | NC24             | NC31                                                    |               |           |
| 1988 |                                    | NC18             | 33e 500 м 29e 1000 м 19e 1500 м 22e 5000 м 23e 10.000 м | 8e            |           |

- NC = не отобрался на заключительную дистанцию

### Мировые рекорды
| Дистанция | Время   | Дата           | Место   |
| --------- | ------- | -------------- | ------- |
| 5000 м    | 7.07,82 | 30 января 1976 | Давос   |
| 1500 м    | 1.55,61 | 13 марта 1976  | Инцелль |